# Larry Thorne
Larry Alan Thorne (rojen kot Lauri Allan Törni), častnik finske kopenske vojske, Kopenske vojske ZDA in Waffen-SSa finskega rodu; * 28. maj 1919, Vyborg, Finska, † 19. oktober 1965, Laos.
Thorne je bil prepričan antikomunist in dober vojak, zato mu je bilo vseeno, v katerih oboroženih silah se bori, samo da se bori proti komunizmu. Vojaško kariero je začel pri finski kopenski vojski, kjer je deloval kot izvidnik oz. komandos, med zimsko vojno leta 1939. V finski vojski je postal tudi častnik. A ko je bila Finska prisiljena podpisati premirje z Sovjetsko zvezo, se je pridružil nemškemu SS-u, saj je imel željo po boju zoper sovjetski režim.
Po koncu vojne je odšel v Ameriko, kjer se prevzel ime Larry Alan Thorne. Tam se je pridruži specialnim enotam, ter postal eden izmed začetnikov zelenih baretk, kjer je znova postal častnik. Umrl je v vietnamski vojni, med misijo, katere podrobnosti niso razkrite.